# Hemerobius handschini
Hemerobius handschini är en insektsart som beskrevs av Bo Tjeder 1957. Hemerobius handschini ingår i släktet Hemerobius och familjen florsländor. Inga underarter finns listade i Catalogue of Life.